# Henry Garnet
Henry Garnet (Heanor, luglio 1555 – Londra, 3 maggio 1606) è stato un gesuita britannico.
Visse nella seconda metà del XVI secolo in un'Inghilterra caratterizzata dal diffondersi del Protestantesimo (Giacomo I Stuart, incoronato nel 1603 re d'Inghilterra, fu il primo monarca inglese ad essere educato da protestante): i preti della Chiesa di Roma venivano perseguitati e uccisi.
Sotto il re Giacomo I morì impiccato nella piazza davanti alla Cattedrale di Saint Paul a Londra. Fu ucciso perché accusato di aver partecipato alla "congiura delle polveri", con la quale si sarebbe attentato alla vita del re. I congiurati posizionarono sotto le fondamenta del Parlamento 36 barili di polvere da sparo con i quali avrebbero fatto saltare l'edificio, uccidendo lord e reali. La congiura fu scoperta in tempo e venne bloccata. Questo attentato fu usato dalla chiesa protestante per eliminare i papisti e furono uccisi moltissimi cattolici. Henry Garnet in realtà non aveva partecipato a nulla, ma era stato il confessore di alcuni dei congiurati. Per rispettare il voto del silenzio della confessione, non rivelò i nomi dei congiurati e per questo fu accusato addirittura di esserne il capo. Fu impiccato nel 1606.
Come era in uso in quel periodo, la sua pelle fu usata per rilegare il libro in cui era contenuto il verbale del suo processo.